# 이리아케역
이리아케역(일본어: 入明駅)은 일본 고치현 고치시에 위치한 시코쿠 여객철도 도산 선의 철도역이다. 역 번호는 K01이며, 단선 승강장 1면 1선의 구조를 가진 고가역이다.

## 타는 곳
| ■ 도산 선 | (하행) | 이노 · 스사키 · 구보카와 방면 |
| ■ 도산 선 | (상행) | 고치 · 도사야마다 방면        |

## 역 주변
- 고치성
- 고치 현 경찰 본부

## 역사
- 1961년 12월 15일 : 일본국유철도의 역으로서 개업.
- 1987년 4월 1일 : 국철 분할 민영화에 의해, 시코쿠 여객철도가 승계.
- 2003년 2월 26일 : 도산 선 연속 입체 교차가 완성돼, 고가역으로 전환.

## 인접 역
| 시코쿠 여객철도 도산 선             | 시코쿠 여객철도 도산 선 | 시코쿠 여객철도 도산 선       |
| ----------------------------------- | ----------------------- | ----------------------------- |
| D 45 · K 00 고치 다도쓰 · 고치 방면 | 도산 선                 | 엔교지구치 K 02 구보카와 방면 |